# Maserati
Maserati (în pronunție italiană: [maze`ra:ti]) este un constructor de mașini de lux italian, care a fost fondat pe 1 decembrie 1914 în Bologna. Sediul companiei este acum în Modena, iar emblema ei este un trident. Este deținut de gigantul italian Fiat S.p.A. din 1993. În interiorul Grupului Fiat, Maserati a fost la început asociat cu Ferrari S.p.A., dar mai recent a devenit parte a grupului de mașini sport Alfa Romeo.

## Istorie

### Frații Maserati
Frații Maserati, Alfieri, Bindo, Carlo, Ettore și Ernesto au fost toți implicați în construcția de automobile în secolul XX. Alfieri, Bindo și Ernesto au construit mașini de Grand Prix de 2 litri pentru Diatto. În 1926, Diatto a suspendat producția de mașini de curse, acest lucru ducând la creare primului Maserati și crearea companiei Maserati. Unul dintre primele Maseratiuri conduse de Alfieri, a câștigat Targa Florio din 1926. Maserati a început să producă mașini cu 4, 6, 8, 16 cilindri. Mario, un artist, este considerat cel care ar fi conceput emblema trident, având ca inspirație Fontana del Nettuno din Bologna.
Alfieri Maserati a murit în 1932, dar alți trei frați, Bindo, Ernesto și Ettore, au ținut firma în viață, construind mașini care au câștigat curse.